# Policarpo I de Bizâncio
Policarpo I de Bizâncio (em grego:  Πολύκαρπος Α) foi um bispo de Bizâncio. Ele sucedeu Onésimo em 71 d.C. - depois de um hiato de 3 anos - e serviu por dezoito anos. Durante os últimos oito anos de seu reinado, sob o imperador romano Domiciano, a Igreja esteve sob forte perseguição.